# Hiperycyna
Niektóre z zamieszczonych tu informacji od 2024-02 wymagają weryfikacji.
Dokładniejsze informacje o tym, co należy poprawić, być może znajdują się w dyskusji tego artykułu.
 Po wyeliminowaniu niedoskonałości należy usunąć szablon {{Dopracować}} z tego artykułu.
Hiperycyna – organiczny związek chemiczny z grupy naftodiantronów, pochodna antrachinonu, która wraz z hiperforyną jest jednym z głównych aktywnych składników dziurawca zwyczajnego (Hypericum perforatum). Uważa się, że hiperycyna działa jako antybiotyk, środek przeciwwirusowy i nieswoisty inhibitor kinaz. Hiperycyna może hamować działanie enzymu β-hydroksylazy dopaminy, co prowadzi do zwiększenia poziomu dopaminy, chociaż może w ten sposób zmniejszać norepinefrynę i epinefrynę.
Początkowo uważano, że przeciwdepresyjne działanie farmakologiczne hiperycyny było spowodowane hamowaniem enzymu monoaminooksydazy. Surowy ekstrakt z Hypericum (Dziurawca) jest słabym inhibitorem MAO-A i MAO-B. Wyizolowana hiperycyna nie wykazuje tej aktywności, ale ma pewne powinowactwo do receptorów NMDA. Wskazuje to na kierunek, w którym inne składniki są odpowiedzialne za efekt MAOI. Obecnie uważa się, że mechanizm działania przeciwdepresyjnego wynika z hamowania wychwytu zwrotnego niektórych neuroprzekaźników.
Światłoczułość jest często obserwowana u zwierząt, którym pozwolono żywić się zielem dziurawca. Ponieważ hiperycyna gromadzi się preferencyjnie w tkankach nowotworowych, jest również stosowany jako wskaźnik komórek rakowych. Ponadto hiperycyna jest badana jako środek w terapii fotodynamicznej, w której biochemikalia są absorbowane przez organizm, aby później aktywować je światłem specyficznym dla widma ze specjalistycznych lampy lub źródła laserowego do celów terapeutycznych. Uważa się również, że działanie przeciwbakteryjne i przeciwwirusowe hiperycyny wynika z jej zdolności do fotooksydacji komórek i cząstek wirusowych.
Hiperycyna pochodzi z cyklizacji poliketydów.
Biosynteza hiperycyn odbywa się na szlaku poliketydowym, w którym łańcuch oktaketydowy przechodzi przez kolejne cyklizacje i dekarboksylacje, tworząc antron emodyny, który uważany jest za prekursora hiperycyny. Reakcje utleniania dają protoformy, które następnie są przekształcane w hiperycynę i pseudohiperycynę. Reakcje te są światłoczułe i zachodzą pod wpływem światła i przy użyciu enzymu Hyp-1.